# Челини (сорт ябълка)
Челини(на английски: Cellini apple) е английски зимен сорт ябълка. Плодовете му са средно едри (ср.т. 150 г.), с конусовидна форма, златистожълти, с интензивна окраска на пояси. Узряват през септември. Плодовото месо е бяло до слабобелезникаво, сочно, плътно, с добри вкусови качества. Дървото расте умерено с валчесто коническа форма.